# Yamato – Schlacht um Japan
Yamato – Schlacht um Japan (japanisch: アルキメデスの大戦, übersetzt: Der große Krieg des Archimedes) ist ein japanischer fiktionaler Spielfilm aus dem Jahr 2019. Er thematisiert die Entstehung des Schlachtschiffs Yamato, das im Zweiten Weltkrieg versenkt wurde.

## Handlung
Japan im Jahr 1933. Die Kaiserliche Marine debattiert über den Bau eines neuen Flaggschiffs. Der weitsichtige Admiral Yamamoto Isoroku strebt den Bau eines neuen Flugzeugträgers für die moderne Seekriegsführung an, während der Marineminister und andere Admiräle dem romantischen Glauben an ehrenvolle Kämpfe zwischen Schlachtschiffen anhängen. Als die beiden Parteien Pläne und Kalkulationen über die Kosten ihres jeweiligen Projektvorschlags vorlegen, irritiert Yamamoto, dass der Entwurf seines Rivalen Admiral Hirayama für ein Schlachtschiff seiner Größe bei weitem zu günstig erscheint, doch kann er ohne genaue Zahlen und Berechnungen nichts beweisen. In zwei Wochen will die Marineführung das endgültige Urteil über die Entwürfe fällen.
Frustriert zieht Yamamoto sich für den Abend in ein Geisha-Haus zurück, wo er den brillanten Mathematikstudenten Tadashi Kai trifft, dessen außergewöhnliche Rechenkünste ihn beeindrucken. Yamamoto ist überzeugt, dass es Kai gelingen kann, bis zur Konferenz zu beweisen, dass Admiral Hirayamas Kostenkalkulation fehlerhaft ist. Kai, der ein entschiedener Gegner des Militärs ist, weigert sich zunächst, wird von Yamamoto jedoch letztlich überzeugt, da dieser ihn warnt, dass der Bau des Schlachtschiffs Japan in einen Krieg mit den Vereinigten Staaten von Amerika treiben wird, den Japan nicht gewinnen kann.
Kai gelingt es mithilfe der Mathematik schließlich zu beweisen, dass Hirayama tatsächlich bei seiner Kalkulation vorsätzlich gelogen hat und das Schiff doppelt so teuer wird wie veranschlagt, doch gelingt es diesem, die Marineführung zu überzeugen, dass er lediglich gelogen habe, um die wahre Dimension des Projektes vor mit Japan rivalisierenden Nationen zu verschleiern. Die Marineführung will seinen Vorschlag nun annehmen, doch entdeckt Kai, dass das Schiff falsch konzipiert wurde und bei hohem Seegang untergehen könnte. Hirayama gibt sich geschlagen und Yamamoto bekommt seinen Flugzeugträger genehmigt. Yamamoto offenbart seine wahre Absicht, nicht etwa einen Krieg zu verhindern, sondern im Gegenteil mit Hilfe der japanischen Flugzeugträger zu Beginn eines Krieges mit den USA sofort deren Pazifikflotte überraschend anzugreifen und auszuschalten, um die USA zu einem Frieden zu zwingen.
Währenddessen wird Kai von Admiral Hirayama in dessen Haus bestellt, wo dieser ihm ein Modell seines Schlachtschiffs im Maßstab 1:20 präsentiert. Hirayama bittet Kai, ihm beim Überarbeiten der Konstruktionspläne für den Bau des Schlachtschiffs zu helfen, und offenbart, dass er in Wahrheit wünscht, dass das Schiff versenkt werden wird. Japan werde so oder so in einen Krieg mit den USA geraten, den es nicht gewinnen kann, aber die Nation sei zu stolz, um dies einzusehen. Hirayama glaubt, dass der Verlust eines so wichtigen Prestigeobjektes wie des geplanten Superschlachtschiffs der Moral und Kriegsunterstützung der Japaner einen tiefen Schlag versetzen wird, womit es zu einem Frieden gezwungen sein wird. Kai willigt ein, woraufhin das Schlachtschiff – die Yamato – nun doch noch gebaut wird.
Am 7. April 1945 wird die Yamato im ostchinesischen Meer von amerikanischen Flugzeugen torpediert, bombardiert und schließlich versenkt. Dieses Ereignis wird bereits zu Beginn des Films thematisiert.

## Produktion und Veröffentlichung
Regie führte Takashi Yamazaki, der auch das Drehbuch dazu schrieb. Die Musik komponierte Naoki Satō und für die Kameraführung war Kōzō Shibasaki verantwortlich. Für den Schnitt verantwortlich war Ryūji Miyajima. Der Film kam am 26. Juli 2019 in Japan raus. Am 22. April 2021 erschien der Film in einer ungekürzten Fassung mit der Altersfreigabe „ab 16 Jahren“ in Deutschland.

## Auszeichnung
Bei den Japanese Academy Awards wurden Tasuku Emoto für ihre Arbeit in diesem Film in der Kategorie „Bester Nebendarsteller“ und Masaki Suda in der Kategorie „Bester Schauspieler“ nominiert.

## Wissenswertes
Admiral Yamamoto erweist sich am Ende des Films nicht, wie zuvor dem Zuschauer glauben gemacht, als von fachlichen und moralischen Motiven geleiteter Kriegsgegner, sondern vielmehr als intriganter Taktiker und Militarist. Der Film bricht damit mit der in der japanischen Gesellschaft stark verbreiteten positiven Bewertung der historischen Figur des Admiral Yamamoto.